# فیق
فیق (به عربی: فیق) یک شهر در سوریه است که در Fiq واقع شده‌است. فیق ۲٬۸۰۰ نفر جمعیت دارد.